# Tipula diodonta
Tipula diodonta är en tvåvingeart som beskrevs av Alexander 1969. Tipula diodonta ingår i släktet Tipula och familjen storharkrankar. Inga underarter finns listade i Catalogue of Life.